# Keltiberischer Krieg
Der Keltiberische Krieg bezeichnet eine mit großer Härte ausgetragene kriegerische Auseinandersetzung zwischen den Römern und den keltiberischen Stämmen der Iberischen Halbinsel. Er unterteilt sich in den ersten keltiberischen Krieg (193 – 178 v. Chr.) und den zweiten keltiberischen Krieg (154 – 133 v. Chr.). Dieser wurde auch als Spanischer Krieg bezeichnet.

## Vorgeschichte
Die Iberische Halbinsel war der Ausgangspunkt des Zweiten Punischen Krieges, einer Auseinandersetzung zwischen den Römern und Karthago. So kamen zum ersten Mal große römische Truppenverbände auf die Iberische Halbinsel. Nach seiner Niederlage im Zweiten Punischen Krieg musste Karthago auf alle Ansprüche auf die Iberische Halbinsel verzichten, die Römer richteten dort dann ab 197 v. Chr. zwei Provinzen ein.

## Kriegsverlauf
Durch die Einrichtung der beiden Provinzen demonstrierten die Römer den Keltiberern, dass sie nicht etwa nur zeitweise wegen der kriegerischen Auseinandersetzung mit Karthago auf die Iberische Halbinsel gekommen waren, sondern gedachten, dort dauerhaft zu bleiben. Besonders interessierten die Römer dabei die reichen Silbervorkommen, die schon die Karthager auf die Halbinsel gelockt hatten. So brach noch im gleichen Jahr, in dem die Provinzen eingerichtet worden waren, ein keltiberischer Aufstand los. Im Jahr 195 v. Chr. gelang es Cato dem Älteren, die Keltiberer zu schlagen. In den Jahren 191 bis 189 v. Chr. schlug Lucius Aemilius Paullus einen Aufstand im Süden Spaniens nieder. Im Jahr 181 v. Chr. erhoben sich mit den Lusonern, Bellern und Tittiern mehrere keltiberische Stämme. Nach dem Sieg des Tiberius Gracchus d. Ä. gegen die Keltiberer brach der Aufstand zusammen, der Vertrag mit den Lusonern beendete im Jahr 179 v. Chr. die Auseinandersetzungen.

## Bedeutung
Mit dem Sieg der Römer im Keltiberischen Krieg hatten diese die Iberische Halbinsel noch nicht unter Kontrolle. Nach der Niederlage der Keltiberer herrschte lediglich eine Phase von 20 Jahren relativer Ruhe, im Jahr 154 v. Chr. brach mit dem bis 133 v. Chr. dauernden Spanischen Krieg erneut eine heiße Phase in der Auseinandersetzung zwischen den keltiberischen Stämmen und Rom an. Erst Caesar gelang es ab 60 v. Chr. von Olisipo (Lissabon) aus, den letzten Widerstand der portugiesischen Stämme zu brechen.